# Stygichthys typhlops
Stygichthys
Genre
Espèce
Statut de conservation UICN

 DD : Données insuffisantes
Stygichthys typhlops, unique représentant du genre Stygichthys, est une espèce de poissons d'eau douce téléostéens de la famille des Characidae (ordre des Characiformes).

## Répartition
Stygichthys typhlops est endémique de l’État du Minas Gerais (Brésil) et ne se rencontre que dans le bassin amont du rio São Francisco.

## Description
Stygichthys typhlops peut mesurer jusqu'à 24 mm, queue non comprise. Ce poisson ne présente pas de ligne latérale et est considéré comme aveugle. Les spécimens capturés l'ont été dans des deux puits peu profonds.

## Classification
Le genre Stygichthys et l'espèce Stygichthys typhlops ont été décrits en 1965 par les ichtyologistes américains Martin Ralph Brittan (d) (1922-2008) et James Erwin Böhlke (d) (1930-1982).

## Étymologie
Le nom générique, Stygichthys, est la combinaison des termes en grec ancien Στύγιος, Stýgios, « le monde inférieur », et ἰχθύς, ikhthús, « poisson », et fait référence à l'habitat souterrain de cette espèce.
L'épithète spécifique, typhlops, du grec ancien τυφλός, typhlós, « aveugle », et ὤψ, ốps, « œil », fait référence à l'absence d'yeux ou d'os circumorbitaux (à l'exception d'un court segment isolé).

## Publication originale
- (en) M.R. Brittan et J.E. Böhlke, « A new blind characid fish from southeastern Brazil », Notulae Naturae, Philadelphie, no 380,‎ 28 octobre 1965, p. 1-4 (ISSN 0029-4608).